# Rétroactivité
La rétroactivité est une notion de droit qui envisage qu'un acte juridique puisse avoir des effets sur des cas antérieurs à sa date de mise en application.
En matière pénale, elle est en principe contraire aux droits de l'Homme, nul ne pouvant être jugé au nom d'une loi établie postérieurement aux faits commis. 
Exceptions notables :
- La rétroactivité in mitius : la rétroactivité est possible si elle fait bénéficier le condamné d'une loi plus douce, le changement de celle-ci suggérant précisément que l'ancienne était trop sévère.
- une loi fiscale établie l'année N s'applique en général aux revenus de l'année N-1, ce qui signifie une rétroactivité de fait.
- le tribunal de Nuremberg a évoqué à l'égard des dirigeants nazis la notion de crime contre l'humanité, notion n'existant pas encore en droit international au moment des faits.
- Clause d'antériorité, qui est le contraire du principe de rétroactivité.

L'Église catholique se positionne de façon similaire.